# Coudrecieux
Coudrecieux és un municipi francès situat al departament del Sarthe i a la regió de País del Loira. L'any 2007 tenia 603 habitants.

## Demografia

### Població
El 2007 la població de fet de Coudrecieux era de 603 persones. Hi havia 286 famílies de les quals 104 eren unipersonals (52 homes vivint sols i 52 dones vivint soles), 99 parelles sense fills, 71 parelles amb fills i 12 famílies monoparentals amb fills.
La població ha evolucionat segons el següent gràfic:
Habitants censats

### Habitatges
El 2007 hi havia 376 habitatges, 286 eren l'habitatge principal de la família, 47 eren segones residències i 43 estaven desocupats. 367 eren cases i 7 eren apartaments. Dels 286 habitatges principals, 213 estaven ocupats pels seus propietaris, 64 estaven llogats i ocupats pels llogaters i 9 estaven cedits a títol gratuït; 2 tenien una cambra, 27 en tenien dues, 63 en tenien tres, 78 en tenien quatre i 116 en tenien cinc o més. 217 habitatges disposaven pel capbaix d'una plaça de pàrquing. A 152 habitatges hi havia un automòbil i a 94 n'hi havia dos o més.

### Piràmide de població
La piràmide de població per edats i sexe el 2009 era:
| Homes | Edats   | Dones |
| ----- | ------- | ----- |
| 0     | 95 o +  | 4     |
| 4     | 90 a 94 | 0     |
| 4     | 85 a 89 | 20    |
| 12    | 80 a 84 | 16    |
| 16    | 75 a 79 | 32    |
| 8     | 70 a 74 | 28    |
| 20    | 65 a 69 | 16    |
| 8     | 60 a 64 | 8     |
| 12    | 55 a 59 | 12    |
| 16    | 50 a 54 | 20    |
| 36    | 45 a 49 | 20    |
| 12    | 40 a 44 | 20    |
| 36    | 35 a 39 | 16    |
| 8     | 30 a 34 | 12    |
| 4     | 25 a 29 | 0     |
| 16    | 20 a 24 | 4     |
| 24    | 15 a 19 | 12    |
| 20    | 10 a 14 | 28    |
| 16    | 5 a 9   | 20    |
| 8     | 0 a 4   | 0     |

## Economia
El 2007 la població en edat de treballar era de 355 persones, 264 eren actives i 91 eren inactives. De les 264 persones actives 223 estaven ocupades (123 homes i 100 dones) i 41 estaven aturades (21 homes i 20 dones). De les 91 persones inactives 52 estaven jubilades, 16 estaven estudiant i 23 estaven classificades com a «altres inactius».

### Ingressos
El 2009 a Coudrecieux hi havia 280 unitats fiscals que integraven 621 persones, la mediana anual d'ingressos fiscals per persona era de 16.120 €.

### Activitats econòmiques
Dels 18 establiments que hi havia el 2007, 1 era d'una empresa extractiva, 1 d'una empresa de fabricació de material elèctric, 1 d'una empresa de fabricació d'altres productes industrials, 4 d'empreses de construcció, 6 d'empreses de comerç i reparació d'automòbils, 3 d'empreses immobiliàries i 2 d'empreses de serveis.
Dels 3 establiments de servei als particulars que hi havia el 2009, 1 era un taller de reparació d'automòbils i de material agrícola i 2 paletes.
Dels 3 establiments comercials que hi havia el 2009, 1 era una botiga de menys de 120 m², 1 una botiga de roba i 1 un drogueria.
L'any 2000 a Coudrecieux hi havia 15 explotacions agrícoles que ocupaven un total de 820 hectàrees.

## Equipaments sanitaris i escolars
El 2009 hi havia una escola elemental.

## Poblacions més properes
El següent diagrama mostra les poblacions més properes.